# Уилям Томс
Уилям Джон Томс (на английски: William John Thoms) е английски фолклорист и писател.
Роден е на 16 ноември 1803 година в Лондон. Работи като антиквар, а след това като чиновник и библиотекар в Камарата на лордовете. Издава сборници със свои обработки на приказки и легенди и работи върху опровергаването на поредица митове за дълголетието. Става първият автор, използвал термина „фолклор“.
Уилям Томс умира на 15 август 1885 година в Лондон.